# Canónico (religión)
El término canónico (del lat. tardío canonĭcus, ‘conforme a las reglas’, ‘conforme a los cánones eclesiásticos’, y este del griego bizantino κανονικός kanonikós) es usado por los teólogos y los especialistas en Derecho canónico para referirse a las leyes internas de las Iglesias católica, ortodoxa y anglicana aprobadas por sus jerarquías. También se refieren a las leyes desarrolladas posteriormente por las iglesias locales o diócesis de las antes mencionadas denominaciones cristianas. La función de estas colecciones de "cánones" es análoga a lo establecido precedentemente sobre la base de una ley normal.
En el siglo XX, la Iglesia católica revisó en dos ocasiones su Ley Canónica, primero en 1917 y posteriormente en 1981, según se recoge en su nuevo Código de Derecho Canónico. Dicho código no es sólo una mera compilación de decretos papales (del papa)  y de legislación conciliar, sino que se corresponde más con un desarrollado cuerpo de leyes eclesiásticas a nivel internacional. Guarda cierta analogía con el sistema inglés conocido como ley estatutaria.
Canónico también significa "parte del canon", por ejemplo, uno de los libros comprendidos en el canon bíblico recibe la denominación genérica de "protocanónico" en contraposición de los "deuterocanónicos", considerados libros apócrifos por las Iglesias protestantes.
El término también es aplicado en otras tradiciones religiosas no occidentales, pero de una forma más inconsistente, como por ejemplo, dentro del caso del budismo, una de sus autoridades, MacMillan, se refiere a «las escrituras y otros textos canónicos», mientras que otros autores, como Bercher y Gombrich, aseveran que las escrituras pueden ser clasificadas en canónicas, comentariadas y seudo-canónicas.

## Canonización
La canonización es el proceso mediante el cual una persona -que previamente ha sido beatificada- es reconocida y/o proclamada como santa.